# Microsoft Azure
Microsoft Azure е облачна услуга на Microsoft за разработване, изпълнение на приложения и съхраняване на данни на сървъри в разпределени центрове за данни. Azure предоставя софтуер като услуга (SaaS), платформа като услуга (PaaS) и инфраструктура като услуга (IaaS) и поддържа най-различни програмни езици, инструменти, софтуерни рамки, включително такива на Microsoft, но и на трети страни. Хоствайки приложенията си в Azure, разработчиците могат да започнат малък проект и лесно да го разраснат с нарастване на потреблението. Azure използва мащабна виртуализация и предлага над 600 услуги.
Услугата е обявена през октомври 2008 г., когато все още носи кодовото име „Project Red Dog“, а през февруари 2010 г. е официално пусната на пазара под името „Windows Azure“. На 25 март 2014 г. е преименувана на Microsoft Azure.